# Snam
Snam, staat voor Società NAzionale Metanodotti, is de eigenaar van het Italiaanse gastransportnetwerk. Het bedrijf bezit pijpleidingen, gasopslagplaatsen en lng-terminals. Snam is vergelijkbaar met de Gasunie in Nederland of Fluxys in België en met deze laatste werkt het intensief samen in Europa.

## Activiteiten

### Italië

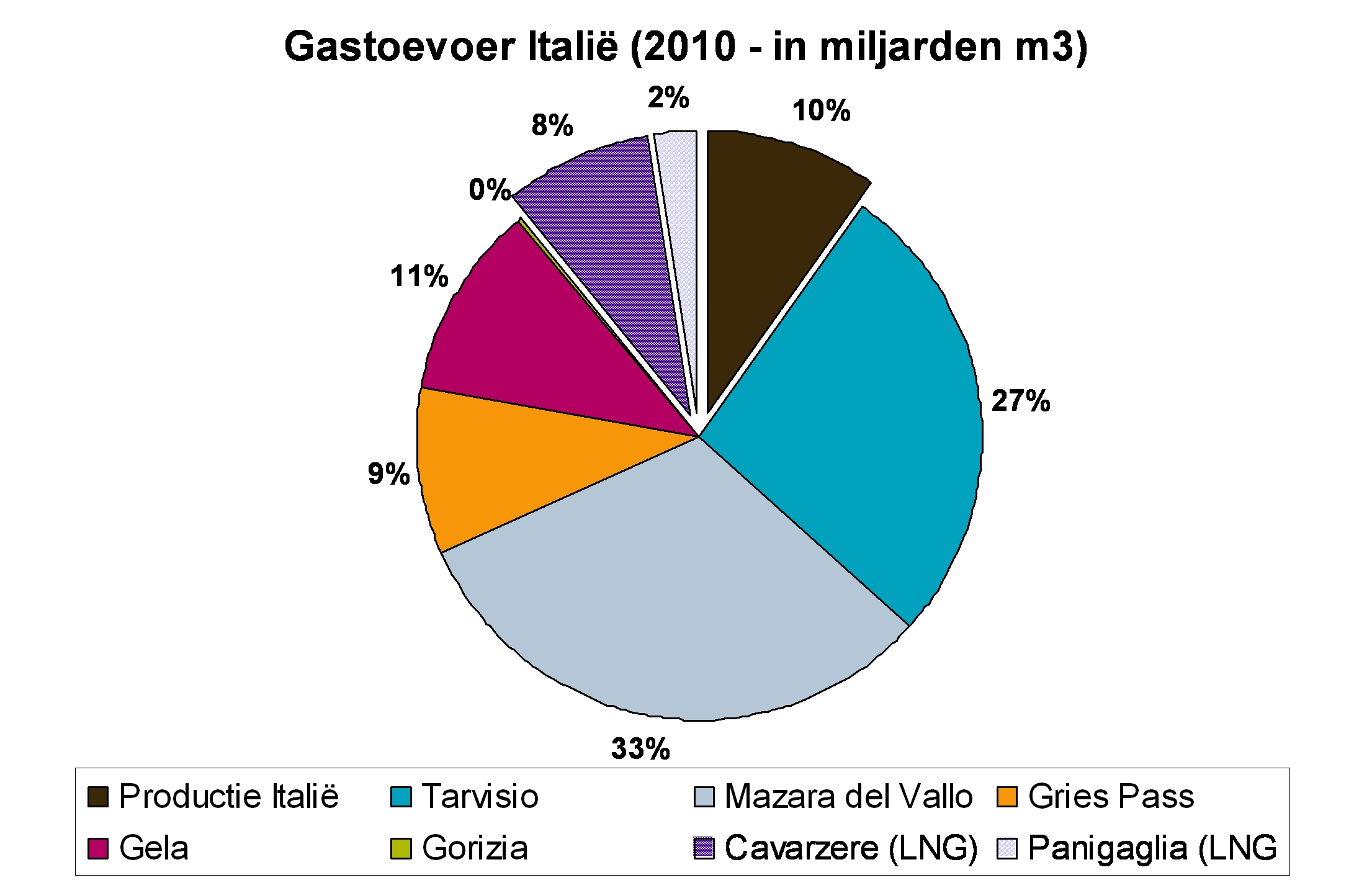
Gastoevoer Italië in 2010, totaal 83 miljard m³, in procenten per inlaatpunt

In 2020 werd in Italië bijna 70 miljard m³ aardgas verbruikt; de grootste gebruikers zijn elektriciteitscentrales en consumenten. De binnenlandse productie is veruit onvoldoende om aan deze vraag te voorzien, volgens gegevens van BP was in 2020 de Italiaanse aardgasproductie 3,9 miljard m³. Op acht plaatsen komt het gas Italië binnen, namelijk in Tarvisio, Gorizia en Passo Gries in het noorden, Mazara del Vallo en Gela op Sicilië en bij drie lng-terminals in Panigaglia, Rovigo (Cavarzere) bij Venetië en Livorno. De terminal in Panigaglia kan 17.500 m³ per dag lng gasvormig maken. Dit impliceert een totale capaciteit van 3,5 miljard m³ gas per jaar. Het bedrijf vervoert vanuit deze punten het gas via het hoofdleidingnetwerk van 32.500 kilometer naar diverse binnenlandse distributiepunten.

### Europese pijplijnen
In januari 2012 maakten Snam en de Belgische gasmaatschappij Fluxys een verregaand samenwerkingsverband bekend. De twee bedrijven willen nieuwe kansen benutten in de gasmarkt, waaronder de vervoers-, opslag- en lng-activiteiten. Ze willen ook een bijdrage leveren aan een betere integratie van hun infrastructuur hetgeen een betere koppeling impliceert van de Noord- en de Zuid-Europese aardgasnetwerken.
In maart 2014 maakte Snam bekend een meerderheidsbelang van 89% te willen kopen in Trans Austria Gasleitung (TAG). TAG heeft drie pijplijnen waardoor Russisch aardgas via Oostenrijk en Slowakije naar Italië wordt getransporteerd. Verkoper is het Italiaanse staatsbedrijf Cassa Depositi e Prestiti. De capaciteit van de drie leidingen is 48 miljard m³ op jaarbasis. De overname past in het bedrijfsbeleid om een belangrijker rol te spelen in het gastransport tussen Noord- en Zuid-Europa. In december 2015 verkocht het Noorse Statoil het 20%-belang in de Trans Adriatic Pipeline (TAP) aan Snam. Snam betaalde hiervoor € 208 miljoen.
Op 15 december 2016 nam een consortium van Snam (40%) en Allianz (60%), een aandelenbelang van 49% in Gas Connect Austria GmbH (GCA). Verkoper was het Oostenrijkse OMV. Snam betaalde zo’n 135 miljoen euro in ruil voor een – indirect – belang van 19,6% in GCA. GCA heeft een gasleidingnetwerk van 900 kilometer in Oostenrijk en regelt ook de gasim- en -export aan de grens. GCA heeft een centrale positie in Europa en transporteert het gas verder door naar Duitsland, Frankrijk, Slovenië, Kroatië en Hongarije. In 2014 had GCA een omzet van zo’n 250 miljoen euro.
In maart 2018 kochten Fluxys en Snam het 33,5% belang in Interconnector UK van La Caisse de dépôt et placement du Québec. De overnamesom was circa 75 miljoen pond. Na de transactie heeft Fluxys een belang van 76,32% en Snam van 23,68% in de pijplijn van België naar het Verenigd Koninkrijk.
In december 2018 kocht Snam, in samenwerking met Enagás en Fluxys, een 66% aandelenbelang in DESFA voor 535 miljoen euro. DESFA is de beheerder van de hoofdleidingnetwerk voor gas in Griekenland. Dit netwerk heeft een lengte van 1500 km en verder heeft DESFA de enige Griekse lng-vergassingsinstallatie in handen, deze ligt in Revithoussa ten westen van Athene. In het consortium heeft Snam een belang van 60% en Enagás en Fluxys delen samen de overige 40%.
Het totale netwerk van pijplijnen in Italië en de rest van Europa heeft een lengte van 41.000 km. Het heeft een capaciteit om 20 miljard m³ aan aardgas op te slaan.

### Resultaten
Hieronder een overzicht van financiële en operationele gegevens van Snam. De scherpe daling van de omzet in 2016 is een gevolg van de verzelfstandiging van de distributie activiteiten in Italië aan Italgas.
| Jaar | Omzet (in € miljoen) | Nettowinst (in € miljoen) | Gastransport (in miljarden m³) |
| ---- | -------------------- | ------------------------- | ------------------------------ |
| 2005 | 1806                 | 524                       |                                |
| 2006 | 1789                 | 448                       |                                |
| 2007 | 1868                 | 594                       | 83,3                           |
| 2008 | 1910                 | 530                       | 85,6                           |
| 2009 | 2468                 | 732                       | 76,9                           |
| 2010 | 3475                 | 1106                      | 83,3                           |
| 2011 | 3605                 | 978                       | 78,3                           |
| 2012 | 3730                 | 992                       | 75,8                           |
| 2013 | 3592                 | 917                       | 69,0                           |
| 2014 | 3566                 | 1198                      | 62,3                           |
| 2015 | 3649                 | 1238                      | 67,3                           |
| 2016 | 2560                 | 861                       | 70,6                           |
| 2017 | 2533                 | 897                       | 74,6                           |
| 2018 | 2528                 | 960                       | 72,8                           |
| 2019 | 2604                 | 1090                      | 75,4                           |
| 2020 | 2770                 | 1101                      | 70,0                           |
| 2021 | 2979                 | 1496                      | 75,8                           |
| 2022 | 3317                 | 671                       | 75,4                           |
| 2023 | 3875                 | 1135                      | 64,1                           |

## Regulering van Snam
Bij de wet geregeld, is Snam een monopolist; zij beheert als enige het Italiaanse gasnet. Voor de vaststelling van haar tarieven, heeft de overheid de Autorità per l'energia elettrica e il gas, de autoriteit voor elektriciteit en gas als toezichthouder aangewezen. Tussen toezichthouder en Snam bestaat een spanningsveld; voor de uitvoering van haar taken wil het bedrijf een netwerk van hoge kwaliteit en met voldoende capaciteit. De toezichthouder toetst, onder andere, de noodzaak van de investeringsvoorstellen en beslist over de tarieven die Snam haar klanten in rekening mag brengen. Deze structuur is in Europa niet uniek; in België en Nederland wordt een vergelijkbare systematiek toegepast met als belangrijkste verschil dat overheidsinstanties hier de enige aandeelhouders zijn.

## Geschiedenis
Het bedrijf werd formeel opgericht op 30 oktober 1941. Vier Italiaanse bedrijven Ente Nazionale Metano, Eni, Salsomaggiore en Utilizzazione e Ricerca Gas Idrocarburati (Surgi) besloten tezamen Snam op te richten. Als belangrijkste taken van het bedrijf werden genoemd de aanleg en beheer van gaspijpleidingen en de distributie en verkoop van aardgas. Gas was reeds gevonden in het noorden van Italië en het leidingnetwerk van Snam groeide van 257 kilometer in 1957 naar 2000 kilometer in 1952.
Medio jaren vijftig richtte Snam twee dochterbedrijven op die zich gingen bezighouden met de technische aspecten van de aanleg van pijpleidingen, namelijk Snam Montaggi, welke in 1957 verderging als Saipem en Snam Progetti.
Het netwerk werd in de daarop volgende twee decennia sterk uitgebreid. Het zuiden van Italië werd aangesloten en in 1980 lag er 15.000 kilometer aan pijpleidingen. De binnenlandse productie van aardgas was onvoldoende om aan de vraag te voldoen. In 1971 werd de eerste terminal in Panigaglia voor het gasvormig maken van lng geopend gevolgd door grote importleidingen om aardgas uit de Sovjet-Unie en Nederland aan te voeren. In 1983 werd de 2475 kilometer lange Trans-Mediterranean pijplijn in gebruik genomen. Deze gaspijplijn loopt van Algerije, over de bodem van de Middellandse Zee, via Sicilië naar Noord-Italië
Vlak voor de beursintroductie van het aandeel werd de naam veranderd in Snam Rete Gas. Op 6 december 2001 kwam de eerste notering tot stand. De belangrijkste aandeelhouder was het Italiaanse energieconcern Eni met een belang van 52,5%.
In 2010 heeft Snam andere belangrijke gasbedrijven in Italië overgenomen: Snam Rete Gas, GNL Italia, Stogit en Italgas. Het bedrijf betaalde hiervoor een bedrag van € 4,5 miljard. Italgas, overgenomen van moedermaatschappij Eni, distribueert gas in ruim 1100 Italiaanse gemeenten. Ongeveer een derde van al het gas dat aan consumenten in Italië wordt geleverd, gaat door het distributienetwerk van Italgas.
Per 1 januari 2013 is de structuur van het bedrijf aangepast. Snam gaat vanaf die datum verder als moedermaatschappij. Alle activiteiten zijn ondergebracht bij vier dochterondernemingen: Snam Rete Gas, GNL Italia, Stogit en Italgas. Op 7 november 2016 werd Italgas, verantwoordelijk voor de distributie, verzelfstandigd. GNL Italia de lng terminals onder beheer en Stogit de ondergrondse gasopslagplaatsen.
Energiemaatschappij Eni was lange tijd een groot aandeelhouder in het bedrijf. Op 25 mei 2013 heeft Eni, onder druk van de Italiaanse overheid, 30% van de aandelen in Snam verkocht. De koper was het overheidsbedrijf Cassa Depositi e Prestiti (CDP). In mei 2013 verkocht Eni nogmaals 396 miljoen aandelen, dat is equivalent aan een belang van 11,7%, en hield nog een aandelenbelang van 8,54% over in Snam. Per 31 december 2015 was het belang van Eni verder gedaald naar 2,2%. CDP is de grootste aandeelhouder met een belang van 31,4% per augustus 2021.